# José Pérez Siguimboscum
José Pérez Siguimboscum (1841-c. 1909) fue un pintor español.

## Biografía

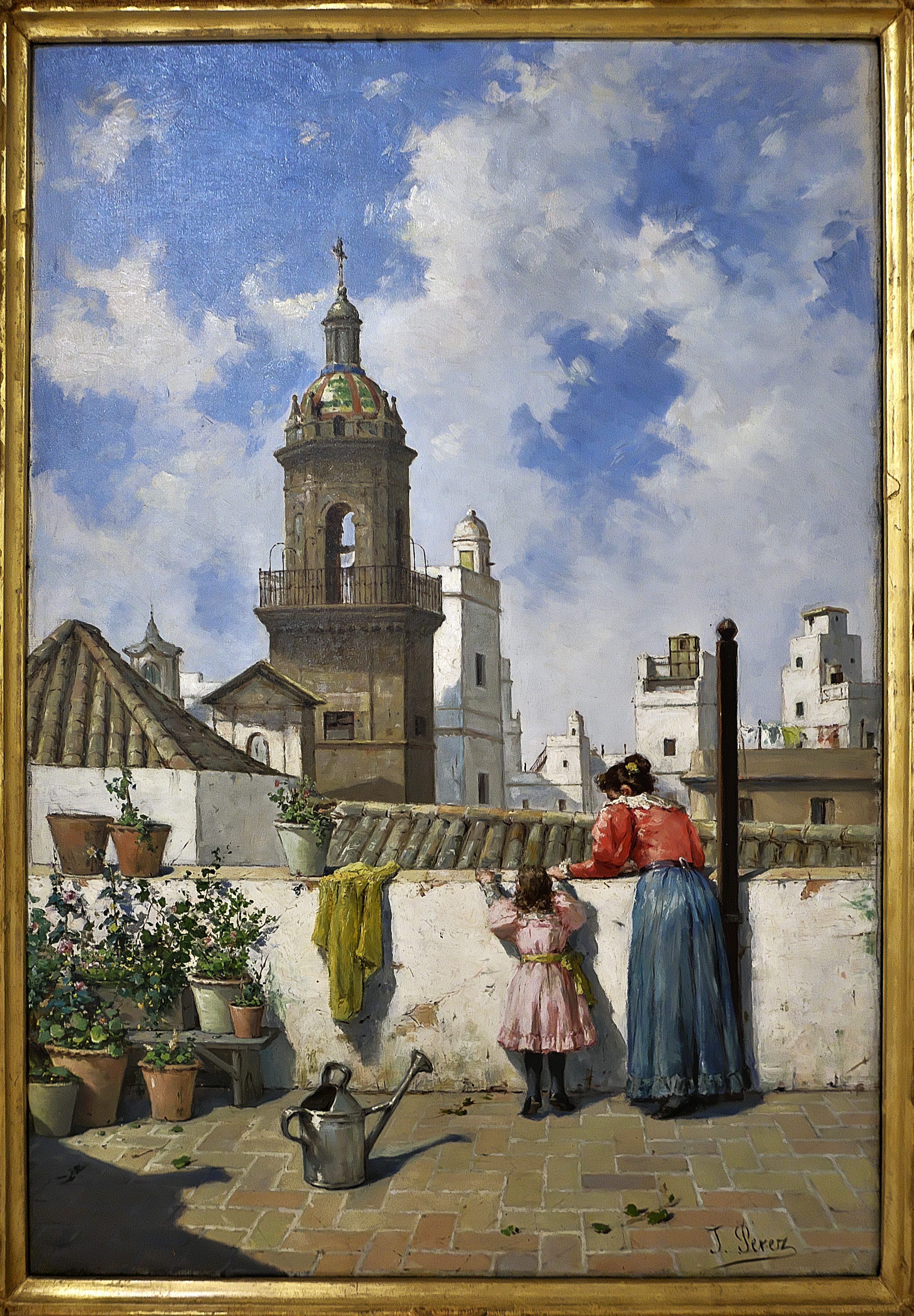
Azotea gaditana (Museo de Cádiz)

Nació en Cádiz en 1841. Fue profesor de la Academia de Bellas Artes de Cádiz en la clase de dibujo de figura. En la Exposición celebrada en aquella capital en 1879 presentó los cuadros Una maja y Ya se durmió, propiedad este de Salvador Viniegra: fue premiado con medalla de plata. En la de 1880 celebrada en la misma capital expuso los asuntos que tituló ¿Me lo negarás ahora? ¿Qué hay de política? Maja de principios del siglo y Voy bien. Más adelante fue autor de un retrato, pintado en 1883 y remitido a Barcelona, del naviero Antonio López, marqués de Comillas. Habría fallecido en 1909.